# Nadech Kugimiya
Nadech Kugimiya (en tailandés: ณเดชน์ คูกิมิยะ, nacido el 17 de diciembre de 1991), también conocido como Barry (แบรี่), es un popular y exitoso actor y modelo tailandés, conocido por haber interpretado a Akkanee "Fai" Adisuan en Duang Jai Akkanee, a Saichon / Charles en Game Rai Game Rak y al comandante Dawin Samuthyakorn en Likit Ruk.

## Biografía
Es el hijo adoptivo de Yoshio Kugimiya y Sudarat Kugimiya (su tía biológica).
Es ascendencia tailandesa y austriaca. 
Se graduó de la Universidad de Rangsit, con una especialización en Facultad de Artes de la Comunicación.
Sale con la popular actriz tailandesa Urassaya Sperbund.
Es muy buen amigo de los actores Prin Suparat, Pakorn Chatborirak, Mario Maurer y James Ma. También es amigo de las actrices Margie Balenciaga y Kimberly Ann Voltemas.

## Carrera
Firmó un contrato y es miembro de "Channel 3".
Ha modelo para "Nagara Show At Bangkok International Fashion Week", entre otros.
También ha participado en varias sesiones fotográficas para "Marie Claire", "ELLE Men", "Men's Health", "GQ", "Bazaar", "Homme", "Seventeen", "Praew", "Dichan", "Lemonade", "Nylon Guys", "L'Optimum", "Sudsapda", "Volume", "IMAGE", "Oops Magazine", entre otros.
Junto a Mario Maurer, James Ma, Sukollawat "Weir" Kanarot y Phuphoom Pongpanu formaron el grupo de pop conocido como "Give Me 5".
En el 2010 se unió al elenco de la serie Ngao Rak Luang Jai donde dio vida a Nawa Gamtornpuwanat. En la serie compartió créditos con la actriz Natwara Wongwasana.
En octubre del mismo año se unió al elenco de la serie Thara Himalaya donde interpretó por primera vez a Akkanee "Fai" Adisuan.
El 5 de noviembre del mismo año se unió al elenco principal del drama Duang Jai Akkanee, donde volvió a dar vida a Fai, hasta el final de la serie el 26 de noviembre del mismo año. En la serie compartió créditos con los actores Urassaya Sperbund y Prin Suparat. 
El 26 de noviembre dio vida por tercera vez a Fai en la serie Pathapee Leh Ruk, la tercera entrega de "4 Hua Jai Haeng Khun Khao" (4 Hearts of the Mountain).
El 10 de diciembre del mismo año se unió al elenco de la serie Wayupak Montra donde interpretó nuevamente a Akkanee "Fai" Adisuan. En la serie volvió a compartir créditos con los actores Urassaya Sperbund y Prin Suparat.
El 28 de octubre del 2011 se unió al elenco principal de la serie Game Rai Game Rak donde dio vida a Saichon, un joven humilde que cuida de Fahlada (Urassaya Sperbund) una joven que se encuentra y que ha perdido la memoria y poco a poco se enamora de ella.
El 29 de junio del 2012 se unió al elenco principal de la serie Torranee Ni Nee Krai Krong donde interpretó a Athit, hasta el final de la serie el 4 de agosto del mismo año. En la serie volvió a compartir créditos con el actor Urassaya Sperbund.
En el 2013 se unió al elenco de la serie Rang Pratana donde dio vida a Pittaya. En la serie compartió créditos con la actriz Kimberly Ann Voltemas.
Ese mismo año se unió al elenco principal de la película Koo Kam donde interpretó a Kobori, un oficial militar japonés encargado de las tropas japonesas que invadieron Siam.
En el 2014 se unió al elenco principal de las series Roy Ruk Hak Liam Tawan y a su secuela Roy Fun Tawan Duerd donde dio vida a Ryu Onizuka, el primo de Takeshi "Tawan" Onizuka (Mario Maurer) quien posteriormente se convierte en el líder del clan Onizuka y junto a su prometida Mayumi Takahashi (Urassaya Sperbund), una joven y talentosa doctora deberán proteger al clan de sus enemigos, hasta el final de la serie.
El 31 de julio del 2017 se unió al elenco principal de la serie Leh Lub Salub Rarng donde interpretó a al capitán Ramin Toongpraplerng, un mujeriego que luego de conocer a la actriz Petra Pawadee (Urassaya Sperbund) se enamora de ella, sin embargo un suceso hace que cambien de cuerpos, hasta el final de la serie el 4 de septiembre del mismo año. 
El 14 de mayo del 2018 se unió al elenco principal de la serie Likit Ruk (también conocida como "The Crown Princess"), donde interpretó al teniente comandante Dawin Samutayakorn, un habilidoso y fuerte integrante de la marina de Tailandia que es enviado a proteger a la princesa heredera Alice Madeleine Thereza Phillipe (Urassaya Sperbund), de quien se enamora y a quien jura proteger con su vida, hasta el final de la serie el 19 de junio del mismo año.
En el 2019 se unirá al elenco principal de la versión tailandesa de la serie My Love from the Star donde dará vida a Achira.

## Filmografía

### Series de televisión
| Año  | Pronunciación en tailandés | Título en inglés                   | Personaje                                | Canal     | Productor           |
| ---- | -------------------------- | ---------------------------------- | ---------------------------------------- | --------- | ------------------- |
| 2021 | Mon Rak Nong Phak Kayaeng  |                                    | Kiew/Tarakorn                            | Channel 3 | -                   |
| 2021 | Miti Thi Sarm              |                                    | Naruenartbodin                           | Channel 3 | -                   |
| 2021 | Lai Kinnaree               |                                    | Aok Luang Indra Ratchpakdee / "Luang In" | Channel 3 | -                   |
| 2019 | Likit Ruk Kham Duang Dao   | "My Love from the Star"            | Achira                                   | Channel 3 | Broadcast Thai TV   |
| 2018 | Likit Ruk                  | "The Crown Princess"               | Cmdt. Dawin Samuthyakorn                 | Channel 3 | Thong Entertainment |
| 2017 | Leh Lub Salub Rarng        | "Secret Trick While Bodies Switch" | Cpt. Ramin Toongpraplerng                | Channel 3 | No Problem          |
| 2015 | Tarm Ruk Keun Jai          | "Pursue Love Back to the Heart"    | Seehanat (Nai Singh)                     | Channel 3 | Lakorn Thai         |
| 2015 | Lom Sorn Ruk               | "Wind's Hidden Love"               | Pranon / Pran                            | Channel 3 | No Problem          |
| 2014 | Roy Fun Tawan Duerd        | "Dream Trace of Boiling Sun"       | Ryu "Anata" Onizuka                      | Channel 3 | Maker Group         |
| 2014 | Roy Ruk Hak Liam Tawan     | "Love Wins Out Over The Sun"       | Ryu "Anata" Onizuka                      | Channel 3 | Maker-Y             |
| 2013 | Rang Pratana               | "Heated Desire"                    | Pittaya                                  | Channel 3 | Lakorn Thai         |
| 2012 | Torranee Ni Nee Krai Krong | "Who Own This Land?"               | Athit                                    | Channel 3 | No Problem          |
| 2011 | Game Rai Game Rak          | "Love Game Evil Game"              | Saichon / Charles Makovich               | Channel 3 | Lakorn Thai         |
| 2010 | Wayupak Montra             | "The Magic Windy"                  | Akkanee "Fai" Adisuan                    | Channel 3 | Act Art Generation  |
| 2010 | Pathapee Leh Ruk           | "Pathapee's Love Trick"            | Akkanee "Fai" Adisuan                    | Channel 3 | Good Feeling        |
| 2010 | Duang Jai Akkanee          | "Akkanee's Heart"                  | Akkanee "Fai" Adisuan                    | Channel 3 | No Problem          |
| 2010 | Thara Himalaya             | "Water of Himalaya"                | Akkanee "Fai" Adisuan                    | Channel 3 | Maker-Y             |
| 2010 | Ngao Rak Luang Jai         | "Love in Shadow"                   | Nawa Gamtornpuwanat                      | Channel 3 | Maker-Y             |

### Películas
| Año  | Título                   | Personaje             | Notas                                                              |
| ---- | ------------------------ | --------------------- | ------------------------------------------------------------------ |
| 2018 | Nakee The Movie          | Pongprap              | junto a Urassaya Sperbund, Phuphoom Pongpanu y Natapohn Tameeruks  |
| 2018 | Garuda Mahayuth Hymmapan | Phaya Watchara Garuda | (voz)                                                              |
| 2015 | Mr.Peter's Project       | Peter                 | corto                                                              |
| 2014 | Postcard                 | Natee                 | corto                                                              |
| 2013 | Koo Kam                  | Kobori                | junto a Oranate D.Caballes, Nitit Warayanon y Surachai Juntimatorn |
| 2013 | Long Rak Loey            | Napat                 | corto                                                              |

### Apariciones en programas
| Año                  | Programa           | Notas                                                                           |
| -------------------- | ------------------ | ------------------------------------------------------------------------------- |
| 2013-2015, 2017-2018 | 3 Zaap             | invitado                                                                        |
| 2018                 | Ruang Lao Chao Nee | junto a Urassaya Sperbund                                                       |
| 2018                 | Morning News       | junto a Urassaya Sperbund                                                       |
| 2017                 | Today Show         | junto a Urassaya Sperbund, Thanapob Leeratanakajorn y Preechaya Pongthananikorn |
| 2015                 | #Switch            | invitado                                                                        |
| 2011                 | Ratree Samosorn    | junto a Urassaya Sperbund                                                       |

### Apariciones en videos musicales
| Año  | Canción                  | Título en inglés | Personaje             | Notas |
| ---- | ------------------------ | ---------------- | --------------------- | ----- |
| 2016 | Set Laew Thob (เซตแล้วตบ) | "Set And Hit"    | Entrenador del Equipo | [ 8 ] |

### Director
| Año  | Título             | Notas |
| ---- | ------------------ | ----- |
| 2015 | Mr.Peter's Project | corto |

### Narración
| Año  | Programa                  | Notas             |
| ---- | ------------------------- | ----------------- |
| 2018 | Baramidee Tee Ton Project | libros para niños |

### Radio
| Año  | Programa      | Notas                     |
| ---- | ------------- | ------------------------- |
| 2018 | Stars on Star | junto a Urassaya Sperbund |
| 2014 | EFM94         | junto a Urassaya Sperbund |

### Endoso/ Anuncios
| Año           | Anuncio / Marca                                          | Notas                       |
| ------------- | -------------------------------------------------------- | --------------------------- |
| 2019-presente | Best Express                                             |                             |
| 2019-presente | Toyota: Corolla Altis                                    |                             |
| 2019-presente | Lays Thailand New Flavours: Shrimp Tom Yum & Green Curry | junto a Urassaya Sperbund   |
| 2019-presente | Nivea for Men                                            |                             |
| 2019-presente | Singha Water                                             |                             |
| 2019-presente | Pocari Sweat                                             |                             |
| 2018-presente | Krungthai Bank NEXT                                      |                             |
| 2018-presente | P80 Natural Essence                                      |                             |
| 2018-presente | Garena RoV                                               | (juegos móviles)            |
| 2018-presente | Carnation Plus                                           |                             |
| 2017-presente | Shopee                                                   | junto a Urassaya Sperbund   |
| 2017-presente | OPPO                                                     | junto a Urassaya Sperbund   |
| 2017-presente | Origin Property                                          |                             |
| 2017-presente | Smooth E                                                 |                             |
| 2016-presente | 7-Eleven                                                 | junto a Urassaya Sperbund   |
| 2015-presente | Daikin                                                   |                             |
| 2013-presente | AIR ASIA                                                 |                             |
| 2012-presente | TrueMove H                                               | junto a Urassaya Sperbund   |
| 2009-presente | Shokubutsu for Men                                       |                             |
| 2016          | EST Cola                                                 |                             |
| 2015          | If Fruitamin                                             |                             |
| 2015          | Jub Jai                                                  |                             |
| 2014-2016     | Meiji Paigen Pro5                                        |                             |
| 2014-2015     | Oral-B                                                   |                             |
| 2014          | Birdy Coffee                                             |                             |
| 2013-2016     | AIA Thailand                                             |                             |
| 2013-2016     | BRAND'S Veta Berry                                       |                             |
| 2013          | BJ Jeans                                                 |                             |
| 2012-2014     | Bausch & Lomb                                            |                             |
| 2012-2014     | L'Oreal Men Expert                                       |                             |
| 2012-2013     | Clear for Men                                            |                             |
| 2012-2013     | Solvil et Titus                                          | junto a Urassaya Sperbund   |
| 2012          | XACT - Summer Collection                                 | junto a Davika Hoorne       |
| 2011-2017     | Yum Yum Instant Noodle                                   | junto a Urassaya Sperbund   |
| 2011-2017     | Lay's                                                    | junto a Urassaya Sperbund   |
| 2011          | Lay's                                                    | junto a Paula Taylor        |
| 2011-2014     | Mistine                                                  | junto a Urassaya Sperbund   |
| 2011-2013     | Mazda                                                    |                             |
| 2011-2013     | Minute Maid Pulpy                                        |                             |
| 2011-2012     | Yamaha Fino                                              |                             |
| 2011-2012     | 12 Plus                                                  |                             |
| 2011-2012     | Oishi                                                    |                             |
| 2011          | Foremost                                                 |                             |
| 2011          | The Capital Condo                                        |                             |
| 2010-2012     | Samsung                                                  |                             |
| 2010-2011     | Baoji Shoes                                              | junto a Khemanit Jamikorn   |
| 2010          | Nivea for Men                                            |                             |
| 2009          | Trident Gum                                              | junto a Patcharapa Chaichua |

### Eventos
| Año  | Actividad                                                        | Notas                                                             |
| ---- | ---------------------------------------------------------------- | ----------------------------------------------------------------- |
| 2019 | Launch Event of New Presenter for Toyota: Corolla Altis          | en el Bangkok                                                     |
| 2019 | Singha Water Event                                               | en el Udon Thani                                                  |
| 2019 | PTT Event                                                        | junto a Urassaya Sperbund                                         |
| 2019 | Launch Event of New Presenter for Lays Thailand New Flavours     | junto a Urassaya Sperbund                                         |
| 2019 | Carnation Plus: Japan Trip                                       | en Japan                                                          |
| 2019 | SME Event                                                        | en el Hatyai Hall                                                 |
| 2019 | Art Festival 2019                                                | en el Roi Et                                                      |
| 2019 | Toyotsu Japan Festival 2019                                      | junto a Urassaya Sperbund                                         |
| 2019 | VIC BIG 3 : The New Era Event                                    | junto a Peranee Kongthai                                          |
| 2019 | Nivea for Men Event                                              | en el Siam Square                                                 |
| 2019 | The Mall Asian Festival 2019                                     | en el The Mall Bangkapi                                           |
| 2019 | Singha Water Event                                               | en el Siam Square                                                 |
| 2019 | Press Conference of The Real Nadech Concert II                   | en el GMM Grammy Building                                         |
| 2019 | Launch Event of New Presenter for Singha Water                   | en el Siam Paragon                                                |
| 2019 | Krungthai Bank NEXT 53rd Anniversary Celebration                 | en el Krungthai Bank HQ                                           |
| 2019 | Launch Event of New Presenter for Pocari Sweat                   | en el Eden Centre, Central World                                  |
| 2019 | AUTOBOT x Shopee Event                                           | en el Central World                                               |
| 2019 | Channel 3 49th Anniversary Concert                               | en el Rajamangala Stadium                                         |
| 2019 | The Lantern Festival 2019 Grand Opening                          | en el Phitsanulok                                                 |
| 2019 | Krungthai Bank NEXT Parade for Chinese New Year Celebration      | en el Nakhon Sawan                                                |
| 2019 | Chinese New Year 2019 Grand Celebration                          | en el Emporium Emquartier                                         |
| 2019 | Channel 3 49th Anniversary Football Match Color Team Drawing     | en el Siam Paragon                                                |
| 2018 | Press Conference of The Real Nadech Concert I                    | en el GMM Grammy Building                                         |
| 2018 | Nong Khai Asean Marathon : Amazing Thailand                      | en el Nong Khai                                                   |
| 2018 | Channel 3 Calendar 2019 Signing Event @ Maleenont Building       | junto a Urassaya Sperbund, James Ma, Janie Tienphosuwan           |
| 2018 | The Klinique 10th Anniversary                                    | en el Future Park Rangsit                                         |
| 2018 | Robinson Grand Opening                                           | en el Chaiyaphum                                                  |
| 2018 | Terminal 21 Pattaya Grand Opening                                | junto a Patcharapa Chaichua                                       |
| 2018 | Eyewear Event                                                    | en el Fashion Hall, Siam Paragon                                  |
| 2018 | Dara Market Channel 3 @ Maleenont Building                       | junto a Urassaya Sperbund                                         |
| 2018 | Launch Event of New Presenter for Krungthai Bank NEXT            | en el Krungthai Bank HQ                                           |
| 2018 | Gala Premiere of Nakee The Movie @ Paragon Cineplex              | junto a Urassaya Sperbund, Phuphoom Pongpanu y Natapohn Tameeruks |
| 2018 | The Mall Charity Event Grand Opening                             | en el The Mall Bangkapi                                           |
| 2018 | OTOP 2018 Event                                                  | en el City Hall, Sakon Nakhon                                     |
| 2018 | Tic Watch Thailand Grand Opening                                 | en el Central World                                               |
| 2018 | Central ZEN Beauty Autumn/Winter 2018 : "The Rebel Girl"         | junto a Peranee Kongthai                                          |
| 2018 | Press Conference of Nakee The Movie @ Central Plaza Udon Thani   | junto a Urassaya Sperbund, Phuphoom Pongpanu y Natapohn Tameeruks |
| 2018 | The Sis Clinic Grand Opening                                     | en el Central Plaza Chiang Mai Airport                            |
| 2018 | Launch Event of New Presenter for OPPO F9                        | en el W Hotel Bangkok                                             |
| 2018 | Central International Watch Fair 2018                            | junto a Urassaya Sperbund                                         |
| 2018 | KUNNA Online : Campaign Launch                                   | en el Asiatique                                                   |
| 2018 | Launch Event of New Presenter for P80 Natural Essence            | en el Quartier Gallery, The Emquartier                            |
| 2018 | Grand Sport Collection for Asian Games 2018 : FC Thailand        | en el Lifestyle Hall, Siam Paragon                                |
| 2018 | OPPO 10th Year Anniversary                                       | junto a Urassaya Sperbund                                         |
| 2018 | Gala Premiere of Garuda Mahayuth Hymmapan                        | en el Paragon Cineplex                                            |
| 2018 | GH Bank Expo 2018                                                | en el Queen Sirikit National Convention Centre                    |
| 2018 | Toyotsu Japan Festival 2018                                      | junto a Urassaya Sperbund                                         |
| 2018 | World Cup Bootcamp All Star ROV Thailand                         | en el Siam Pavalai, Siam Paragon                                  |
| 2018 | Travel & Adventure 2018 Event                                    | en el Grand Hall, The Mall Bangkapi                               |
| 2018 | Emporium Emquartier 3rd Anniversary Dining Celebration           | en el Helix Garden, The Emquartier                                |
| 2018 | The Greatest Grand Sale 2018                                     | junto a Natapohn Tameeruks                                        |
| 2018 | #ShopeeDanceTH Event @ Central World Atrium                      | junto a Urassaya Sperbund                                         |
| 2018 | Fashion Show of NAGARA Brand : "Beautiful Creatures God Created" | junto a Urassaya Sperbund                                         |
| 2018 | Shokubutsu for Men : Let's Walk 2018                             | en el Chatuchak Garden                                            |
| 2018 | Sirivannavari Fashion Show BIFW2018                              | junto a Urassaya Sperbund                                         |
| 2018 | Launch Event of New Presenter for Carnation Plus                 | en el Eden Centre, Central World                                  |
| 2018 | Channel 3 48th Anniversary Concert : We Will Love You            | en el Rajamangala Stadium                                         |
| 2018 | NYX Luv Out Loud Run (Way)                                       | en el Siam Square                                                 |

## Discografía

### Singles
| Año  | Canción                     | Título en inglés                              | Álbum                                   | Notas                                          |
| ---- | --------------------------- | --------------------------------------------- | --------------------------------------- | ---------------------------------------------- |
| 2019 | Rak Tee Ror Wan La          | "The Love that is Waiting for Saying Goodbye" | OST de "Likit Ruk Kham Duang Dao"       |                                                |
| 2019 | No Caption                  | -                                             | The Real Nadech Concert                 |                                                |
| 2018 | Nah Tee Gub Hua Jai         | "Duty and Heart"                              | OST de "Likit Ruk"                      |                                                |
| 2016 | Happy Birthday              | -                                             | Aniversario 46° de Channel 3            | con Urassaya Sperbund                          |
| 2015 | Tee Jing Chan Gor Jeb       | "Actually, I'm Also Hurt"                     | OST de "Lom Sorn Ruk"                   |                                                |
| 2015 | Kam Tob Sud Tai             | "Final Answer"                                | OST de "Short Film: Mr.Peter’s Project" |                                                |
| 2014 | Laew Rao Ja Rak Gan Dai Mai | "Can We Love Each Other?"                     | OST de "Roy Fun Tawan Duerd"            | con Urassaya Sperbund                          |
| 2014 | 1,2,3,4,5 I Love You        | -                                             | Give Me 5 Concert Rate A                | con "Give Me 5"(banda de música pop tailandés) |
| 2013 | Angsumalin                  | "Angsumalin"                                  | OST de "Koo Kam"                        |                                                |
| 2013 | Long Rak Loey               | "Falling in Love"                             | OST de "Short Film: Long Rak Loey"      |                                                |
| 2012 | Hai Rak Man Toh Nai Jai     | "Let Love Grow Up In My Heart"                | OST de "Torranee Ni Nee Krai Krong"     |                                                |

### Participación en conciertos
| Año  | Nombre                                                | Notas  |
| ---- | ----------------------------------------------------- | ------ |
| 2019 | The Real Nadech Concert                               |        |
| 2019 | Channel 3 49th Anniversary Concert                    | [ 12 ] |
| 2018 | I AM MAI Concert                                      |        |
| 2018 | We Will Love You - Channel 3 48th Anniversary Concert |        |
| 2017 | Love Is In The Air - Channel 3 Charity Concert        |        |
| 2016 | Love Mission - Channel 3 46th Anniversary Concert     |        |
| 2015 | Channel 3 45th Anniversary Concert                    | [ 13 ] |
| 2014 | Give Me 5 Concert Rate A                              |        |
| 2013 | Sup'tar Party - Channel 3 43rd Anniversary Concert    |        |
| 2012 | 4+1 Channel 3 Superstar Concert                       |        |
| 2011 | Yum Yum Concert                                       |        |

## Premios y nominaciones[14][15]
| Año  | Categoría                                           | Premio                                 | Trabajo                               | Resultado |
| ---- | --------------------------------------------------- | -------------------------------------- | ------------------------------------- | --------- |
| 2021 | Male Asian Star of The Year                         | HOAC Award of 2020                     | -                                     | Ganó      |
| 2021 | Couple of The Year (junto a Urassaya Sperbund)      | HOAC Award of 2020                     | -                                     | Ganaron   |
| 2021 | Best Actor in a Leading Role                        | TV Gold Award                          | Likit Ruk Kham Duang Dao              | Nominado  |
| 2020 | Best Actor                                          | 3rd GMA The Heart of Asia Award        | Likit Ruk                             | Ganó      |
| 2020 | Couple of the Year (junto a Urassaya Sperbund)      | 3rd GMA The Heart of Asia Award        | Likit Ruk                             | Ganaron   |
| 2019 | Thailand Headlines Person of The Year Awards        | The Most Influential Award             | -                                     | Ganó      |
| 2019 | Best Actor                                          | 10th Annual Nattaraj Award             | Likit Ruk                             | Nominado  |
| 2019 | Best Actor                                          | Daradaily The Great Award              | Nakee The Movie                       | Ganó      |
| 2019 | Couple Of The Year (junto a Urassaya Sperbund)      | The Heart Of Asia Most Liked Award     | -                                     | Ganaron   |
| 2019 | Best Leading Actor                                  | 33rd TV Gold Award                     | Likit Ruk                             | Ganó      |
| 2018 | Best Actor                                          | White TV Award                         | Likit Ruk                             | Nominado  |
| 2018 | Best Actor in a Leading Role                        | Asian Television Award                 | Leh Lub Salub Rarng                   | Nominado  |
| 2018 | Best Actor                                          | 9th Annual Nattaraj Award              | Leh Lub Salub Rarng                   | Nominado  |
| 2018 | Best Actor                                          | Siam Dara Star Award                   | Leh Lub Salub Rarng                   | Ganó      |
| 2018 | Actor of the Year                                   | Nine Entertain Award                   | Leh Lub Salub Rarng                   | Ganó      |
| 2018 | Best Actor                                          | Daradaily The Great Award              | Leh Lub Salub Rarng                   | Ganó      |
| 2018 | Best Leading Actor                                  | 32nd TV Gold Award                     | Leh Lub Salub Rarng                   | Ganó      |
| 2017 | Couple of the Year (junto a Urassaya Sperbund)      | SeeSan Buntherng Award                 | Leh Lub Salub Rarng                   | Ganaron   |
| 2017 | Top Shipped Couple (junto a Urassaya Sperbund)      | Dara Inside Award                      | -                                     | Nominados |
| 2017 | Chemistry (junto a Urassaya Sperbund)               | Maya Award                             | -                                     | Nominados |
| 2016 | Best Leading Actor                                  | Kom Chad Luek Award                    | Tarm Ruk Keun Jai                     | Ganó      |
| 2016 | Popular Leading Actor                               | Kom Chad Luek Award                    | Tarm Ruk Keun Jai                     | Ganó      |
| 2016 | Best Leading Actor                                  | Siam Dara Star Award                   | Tarm Ruk Keun Jai                     | Ganó      |
| 2016 | Most Popular Male Star                              | Siam Dara Star Award                   | Tarm Ruk Keun Jai                     | Ganó      |
| 2016 | Couple of the Year (junto a Nittha Jirayungyurn)    | SeeSan Buntherng Award                 | Tarm Ruk Keun Jai                     | Ganaron   |
| 2016 | OK! Sweetheart Male                                 | OK Award                               | -                                     | Ganó      |
| 2016 | Cool Guy of the Year                                | Daradaily The Great Award              | -                                     | Ganó      |
| 2015 | Male Heartthrob                                     | OK Award                               | -                                     | Ganó      |
| 2015 | Pop Icon                                            | Hamburger Award                        | -                                     | Ganó      |
| 2015 | Cool Guy of the Year                                | Daradaily The Great Award              | -                                     | Ganó      |
| 2015 | Popular Leading Actor                               | Kom Chad Luek Award                    | -                                     | Ganó      |
| 2015 | Most Popular Male Star                              | Siam Dara Star Award                   | -                                     | Ganó      |
| 2015 | Best Leading Actor                                  | Siam Dara Star Award                   | Lom Sorn Ruk                          | Ganó      |
| 2015 | Top Music 2015                                      | EFM Award                              | Lom Sorn Ruk                          | Ganó      |
| 2015 | Most Popular Star                                   | Nine Entertain Award                   | -                                     | Ganó      |
| 2015 | Male Superstar of the Year                          | Kazz Award                             | -                                     | Ganó      |
| 2015 | Most Popular Actor                                  | TV3 Fanclub Award                      | -                                     | Ganó      |
| 2015 | Best Leading Actor                                  | 6th Annual Nattaraj Award              | Roy Fun Tawan Duerd                   | Ganó      |
| 2015 | Best Leading Actor                                  | TV Gold Award                          | Roy Fun Tawan Duerd                   | Ganó      |
| 2015 | Chemistry (junto a Urassaya Sperbund)               | Maya Award                             | Roy Fun Tawan Duerd                   | Nominados |
| 2014 | Top Music 2014 (junto a Urassaya Sperbund)          | EFM Award                              | Roy Fun Tawan Duerd                   | Ganaron   |
| 2014 | Best Leading Actor                                  | SeeSan Buntherng Award                 | Roy Fun Tawan Duerd                   | Ganó      |
| 2014 | Chemistry (junto a Urassaya Sperbund)               | Kazz Award                             | -                                     | Nominados |
| 2014 | Chemistry (junto a Urassaya Sperbund)               | Mekhala Award                          | -                                     | Ganaron   |
| 2014 | Best Actor                                          | Kom Chad Luek Award                    | Koo Kam                               | Ganó      |
| 2014 | Best Actor                                          | Bangkok Critics Assembly Award         | Koo Kam                               | Ganó      |
| 2014 | Best Actor                                          | STARPICS Film Award                    | Koo Kam                               | Ganó      |
| 2014 | Best Actor                                          | National Film Association Award        | Koo Kam                               | Ganó      |
| 2014 | Most Popular Actor                                  | National Film Association Award        | Koo Kam                               | Ganó      |
| 2014 | Male Idol of the Year                               | Star Light Award                       | -                                     | Ganó      |
| 2014 | Actor of the Year                                   | True Life Award                        | -                                     | Ganó      |
| 2014 | Cool Guy of the Year                                | Daradaily The Great Award              | -                                     | Ganó      |
| 2014 | Most Popular Male Star                              | Siam Dara Star Award                   | -                                     | Ganó      |
| 2014 | Best Leading Actor                                  | Seventeen Teen Choice Award            | -                                     | Ganó      |
| 2014 | Male Heartthrob                                     | OK Award                               | -                                     | Ganó      |
| 2014 | Most Popular Actor                                  | TV3 Fanclub Award                      | -                                     | Ganó      |
| 2013 | Cool Guy of the Year                                | Daradaily The Great Award              | -                                     | Ganó      |
| 2013 | Best Leading Actor                                  | Siam Dara Star Award                   | Rang Pratana                          | Ganó      |
| 2013 | Most Popular Male Star                              | Siam Dara Star Award                   | Rang Pratana                          | Ganó      |
| 2013 | Secret Idol of the Year                             | Secret Magazine Award                  | -                                     | Ganó      |
| 2013 | Best Leading Actor                                  | 25th Mekhala Award                     | Torranee Ni Nee Krai Krong            | Ganó      |
| 2013 | Best Leading Actor                                  | 4th Annual Nattaraj Award              | Torranee Ni Nee Krai Krong            | Ganó      |
| 2013 | Best Leading Actor                                  | Daradaily The Great Award              | Torranee Ni Nee Krai Krong            | Ganó      |
| 2013 | Best Leading Actor                                  | Top Award                              | Torranee Ni Nee Krai Krong            | Ganó      |
| 2013 | Most Popular Actor                                  | TV3 Fanclub Award                      | Torranee Ni Nee Krai Krong            | Ganó      |
| 2013 | Best Leading Actor                                  | Seventeen Teen Choice Award            | -                                     | Ganó      |
| 2013 | Male Heartthrob                                     | OK Award                               | -                                     | Ganó      |
| 2012 | Handsome Guy                                        | Star Choice Award                      | -                                     | Ganó      |
| 2012 | Most Burning Star                                   | 1st Kerd Award                         | -                                     | Ganó      |
| 2012 | Best Couple (Chemistry) (junto a Urassaya Sperbund) | 1st Kerd Award                         | Game Rai Game Rak                     | Ganaron   |
| 2012 | Best Leading Actor                                  | TV Gold Award                          | Game Rai Game Rak                     | Nominado  |
| 2012 | Best Couple (Chemistry) (junto a Urassaya Sperbund) | Bang Award                             | Game Rai Game Rak                     | Nominados |
| 2012 | Best Couple (Chemistry) (junto a Urassaya Sperbund) | MThai Top Talk Award                   | Game Rai Game Rak                     | Ganaron   |
| 2012 | Popular Leading Actor                               | Kom Chad Luek Award                    | Game Rai Game Rak                     | Ganó      |
| 2012 | Best Leading Actor                                  | 24th Mekhala Award                     | Game Rai Game Rak                     | Ganó      |
| 2012 | Best Leading Actor                                  | 3rd Annual Nattaraj Award              | Game Rai Game Rak                     | Ganó      |
| 2012 | Popular Leading Actor                               | Sudsapda Young and Smart Award         | Game Rai Game Rak                     | Nominado  |
| 2012 | Popular Leading Actor                               | Siam Dara Star Award                   | Game Rai Game Rak                     | Ganó      |
| 2012 | Best Actor                                          | Siam Dara Star Award                   | Game Rai Game Rak                     | Ganó      |
| 2012 | Popular Vote Man                                    | Siam Dara Star Award                   | Game Rai Game Rak                     | Nominado  |
| 2012 | Popular Leading Actor                               | Kom Chad Luek Award                    | Game Rai Game Rak                     | Ganó      |
| 2012 | Charming Guy                                        | Star Party TV Pool Award               | -                                     | Ganó      |
| 2012 | Superstar Actor                                     | Kazz Award                             | -                                     | Ganó      |
| 2012 | Grateful Son                                        | Council on Social Welfare of Tailandia | -                                     | Ganó      |
| 2012 | Male Heartthrob                                     | OK Award                               | -                                     | Ganó      |
| 2012 | Popular Leading Actor                               | Top Award                              | -                                     | Ganó      |
| 2012 | Cool Guy of the Year                                | Daradaily The Great Award              | -                                     | Ganó      |
| 2012 | Most Popular Actor                                  | TV3 Fanclub Award                      | -                                     | Ganó      |
| 2011 | Couple of the Year (junto a Urassaya Sperbund)      | SeeSan Buntherng Award                 | Game Rai Game Rak                     | Ganaron   |
| 2011 | Best Leading Actor                                  | SeeSan Buntherng Award                 | Game Rai Game Rak                     | Ganó      |
| 2011 | Popular Leading Actor                               | SeeSan Buntherng Award                 | Game Rai Game Rak                     | Ganó      |
| 2011 | Best On-Screen Couple (junto a Urassaya Sperbund)   | Oops Magazine Award                    | Game Rai Game Rak y Duang Jai Akkanee | Ganaron   |
| 2011 | Most Popular Actor                                  | TV3 Fanclub Award                      | Game Rai Game Rak                     | Ganó      |
| 2011 | Best On-Screen Couple (junto a Urassaya Sperbund)   | Big Fan Can Vote Season 2              | Game Rai Game Rak                     | Ganaron   |
| 2011 | Charming Guy                                        | Star Party TV Pool Award               | -                                     | Ganó      |
| 2011 | Presenter's Heartthrob                              | Star Party TV Pool Award               | -                                     | Ganó      |
| 2011 | Most Popular Male Star                              | Siam Dara Star Award                   | -                                     | Ganó      |
| 2011 | Seventeen Choice Male Hottie                        | Seventeen Teen Choice Award            | -                                     | Ganó      |
| 2011 | Male Heartthrob                                     | OK Award                               | -                                     | Ganó      |
| 2011 | Actor of the Year                                   | Daokrajay Award                        | -                                     | Ganó      |
| 2011 | Hot Boy of the Year                                 | Bang Award                             | Duang Jai Akkanee                     | Ganó      |
| 2010 | Best Rising Star Actor                              | Top Award                              | Duang Jai Akkanee                     | Ganó      |
| 2010 | Male Rising Star                                    | TV3 Fanclub Award                      | Duang Jai Akkanee                     | Ganó      |
| 2010 | Male Rising Star                                    | SeeSan Buntherng Award                 | Duang Jai Akkanee                     | Ganó      |
| 2010 | Male Heartthrob                                     | OK Award                               | Duang Jai Akkanee                     | Ganó      |
| 2010 | Seventeen Choice Male Hottie                        | Seventeen Teen Choice Award            | -                                     | Ganó      |
| 2010 | Hot Male Rising Star                                | TV Inside Hot Award                    | Ngao Rak Luang Jai                    | Ganó      |
| 2010 | Male Rising Star                                    | Siam Dara Star Award                   | Ngao Rak Luang Jai                    | Ganó      |